# کارم

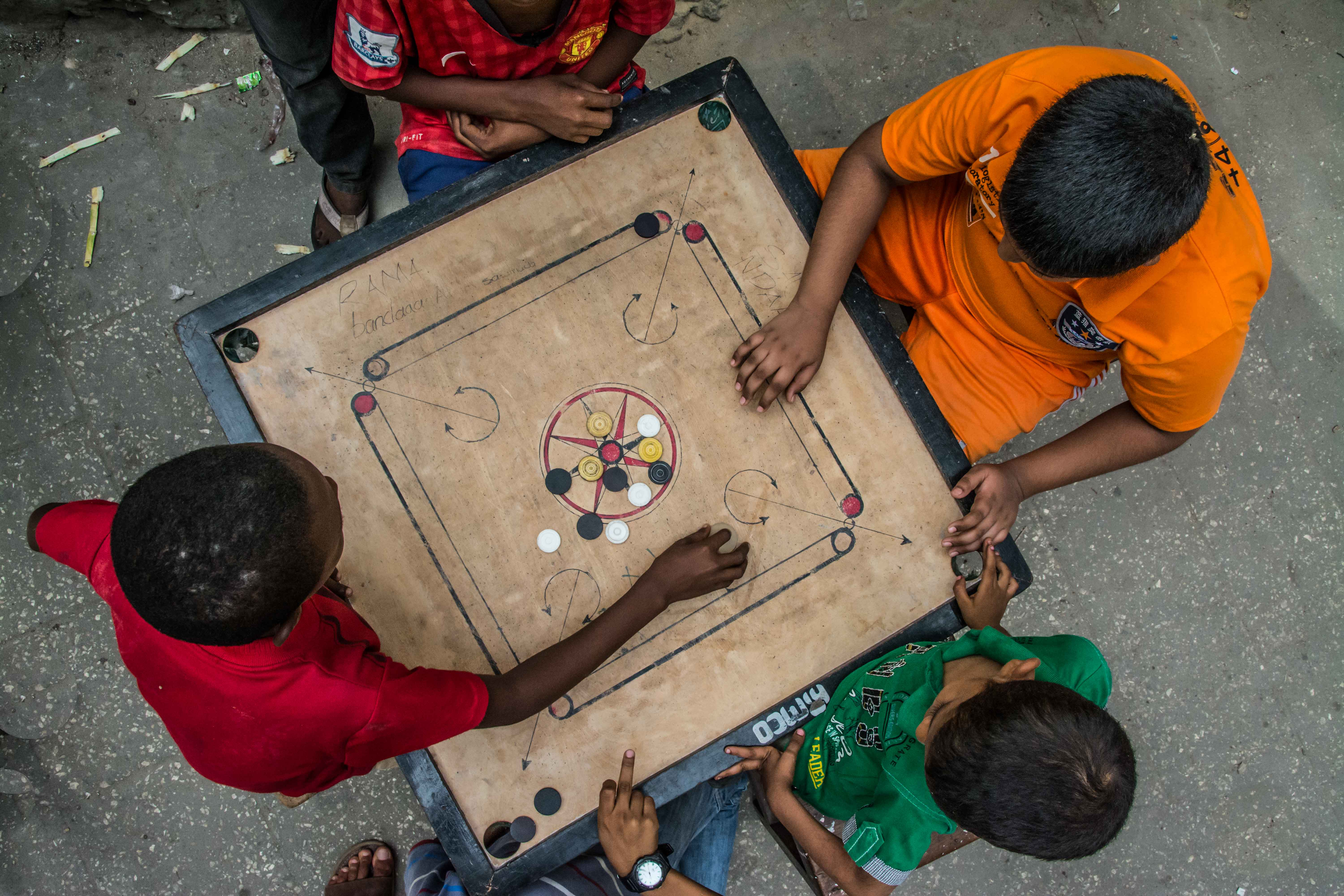
در طول بازی کارم

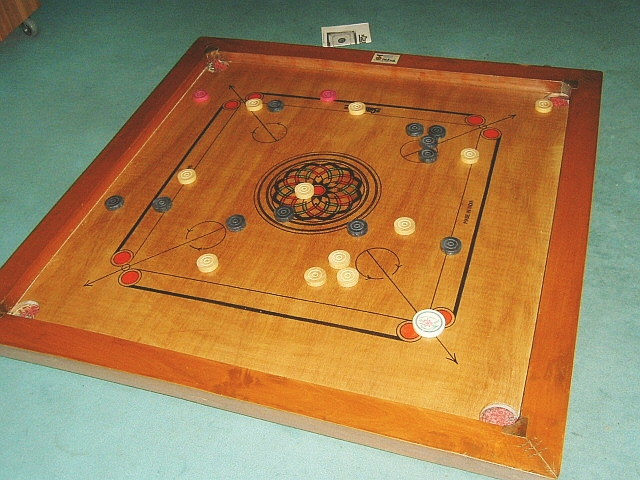
یک تخته کارم

کارُم (به انگلیسی: Carrom) یک بازی بیلیاردی بر روی تخته در جنوب آسیا است.
این بازی در هند، بنگلادش، افغانستان، نپال، پاکستان، سریلانکا و مناطق اطراف آن بسیار محبوب است و با نام‌های مختلف در زبان‌های مختلف شناخته شده‌است. در جنوب آسیا، بسیاری از باشگاه‌ها و قهوه‌خانه‌ها دارای مسابقات منظم هستند. کارم معمولاً توسط خانواده‌ها، از جمله کودکان، و در فعالیتهای اجتماعی بازی می‌شود. استانداردها و قوانین مختلف در مناطق مختلف وجود دارد.